# Paris Saint-Germain FC (női csapat)
A Paris Saint-Germain FC (PSG vagy Paris SG) sportegyesületének 1971-ben létrehozott női labdarúgó szakosztálya, amely a francia első osztályban szerepel.

## Klubtörténet
A 2020–2021-es szezonban a klub első bajnoki győzelmét abszolválhatta.

## Játékoskeret
2023. október 3-tól
| #  |     | Poszt | Név                  |
| -- | --- | ----- | -------------------- |
| 1  | POL | K     | Katarzyna Kiedrzynek |
| 16 | FRA | K     | Constance Picaud     |
| 30 | FRA | K     | Océane Toussaint     |
| 2  | FRA | V     | Thiniba Samoura      |
| 3  | NGA | V     | Nicole Payne         |
| 4  | POL | V     | Paulina Dudek        |
| 5  | FRA | V     | Élisa de Almeida     |
| 7  | FRA | V     | Sakina Karchaoui     |
| 19 | SUI | V     | Viola Calligaris     |
| 23 | FRA | V     | Aïssatou Tounkara    |
| 28 | FRA | V     | Jade Le Guilly       |
|    | AUS | V     | Clare Hunt           |
| 6  | FRA | KP    | Oriane Jean-François |
| 8  | FRA | KP    | Grace Geyoro         |

| #  |     | Poszt | Név                                                |
| -- | --- | ----- | -------------------------------------------------- |
| 14 | NED | KP    | Jackie Groenen                                     |
| 18 | FRA | KP    | Laurina Fazer                                      |
| 21 | FRA | KP    | Sandy Baltimore                                    |
| 24 | USA | KP    | Korbin Albert                                      |
| 25 | FRA | KP    | Magnaba Folquet                                    |
| 27 | BRA | KP    | Ana Vitória                                        |
| 9  | FRA | CS    | Marie-Antoinette Katoto                            |
| 10 | SUI | CS    | Ramona Bachmann                                    |
| 11 | NED | CS    | Lieke Martens                                      |
| 17 | ISL | CS    | Berglind Björg Þorvaldsdóttir                      |
| 20 | DEN | CS    | Amalie Vangsgaard                                  |
| 22 | MWI | CS    | Tabitha Chawinga (kölcsönben a Vuhan Csianghantól) |
| 29 | FRA | CS    | Manssita Traoré                                    |

### Kölcsönben
| # |     | Poszt | Név                                                     |
| - | --- | ----- | ------------------------------------------------------- |
|   | FRA | KP    | Baby-Jordy Benera (kölcsönben a Levante Las Planas-nál) |
|   | FRA | CS    | Océane Hurtré (kölcsönben a Bordeaux-nál)               |

## Sikerlista
- Francia bajnok (1): 2020–21

- Francia kupagyőztes (3): 2010, 2018, 2022

- Francia másodosztályú bajnok (1): 2000–01

## Statisztikák, rekordok

### Klub
- Legnagyobb győzelem a Bajnokok Ligájában: 9–0 (otthon a Olimpia Cluj-Napoca, 2015. október 14.).[2]
- Legnagyobb vereség a Bajnokok Ligájában: 0–7 (idegenben a Lyon-tól, 2016. április 23.).
- Legnagyobb hazai nézőszám: 43 254 (Parc des Princes az Olympique Lyon ellen, 2022. április 30.).[3]

### Egyéni

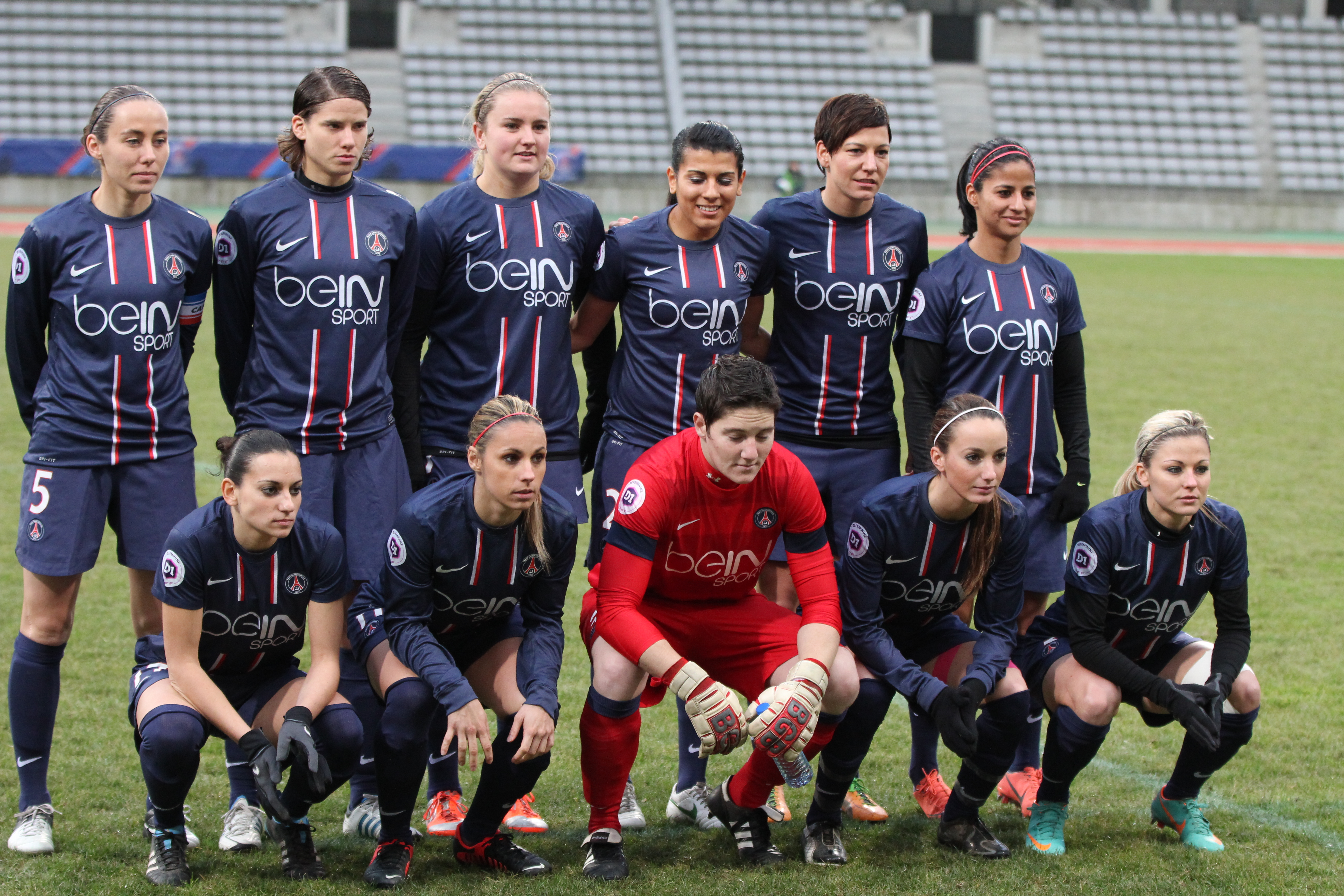
A csapat 2012-ben.
Felső sor, balról: Sabrina Delannoy, Annike Krahn, Lindsey Horan, Kenza Dali, Linda Bresonik, Shirley Cruz Traña.
Alsó sor, balról: Aurélie Kaci, Jessica Houara, Véronique Pons, Kosovare Asllani, Laure Boulleau..

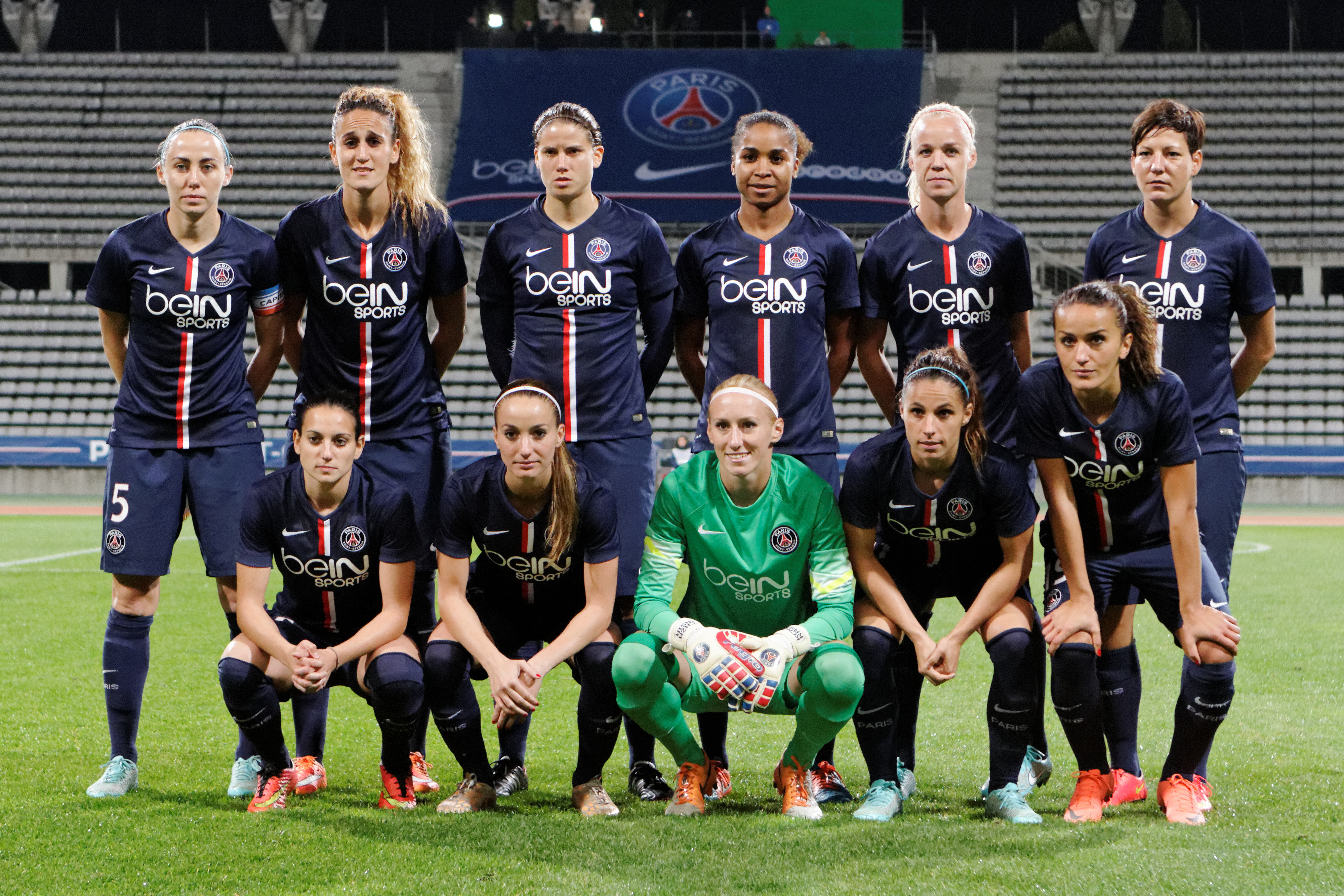
A Twente elleni 2014–2015-ös Bajnokok Ligája mérkőzésen.
Felső sor, balról: Sabrina Delannoy, Kheira Hamraoui, Annike Krahn, Laura Georges, Caroline Seger, Linda Bresonik.
Alsó sor, balról: Aurélie Kaci, Kosovare Asllani, Katarzyna Kiedrzynek, Jessica Houara, Fatmire Alushi.

- Legtöbb mérkőzés: 321 – Sabrina Delannoy[4]
- Legtöbb első osztályú mérkőzés: 244 – Sabrina Delannoy
- Legtöbb francia kupa mérkőzés: 45 – Sabrina Delannoy
- Legtöbb Bajnokok Ligája mérkőzés: 39 – Grace Geyoro
- Legtöbb gól: 148 – Marie-Antoinette Katoto
- Legtöbb gól az D1 Fémininben: 108 – Marie-Antoinette Katoto
- Legtöbb gól a francia kupában: 32 – Marie-Laure Delie
- Legtöbb gól a Bajnokok Ligájában: 21 – Marie-Antoinette Katoto

## Korábbi híres játékosok
| - Karima Benameur - Sarah Bouhaddi - Laure Boulleau - Ingrid Boyeldieu - Élise Bussaglia - Estelle Cascarino - Kenza Dali - Nonna Debonne - Sabrina Delannoy - Marie-Laure Delie - Aminata Diallo - Kadidiatou Diani - Laura Georges - Méline Gérard - Kheira Hamraoui - Jessica Houara - Léa Khelifi - Laure Lepailleur - Perle Morroni - Ève Périsset - Caroline Pizzala - Candice Prévost | - Hawa Sangaré - Bérangère Sapowicz - Bénédicte Simon - Tobin Heath - Lindsey Horan - Lydia Williams - Cristiane - Érika - Formiga - Kátia - Luana - Shirley Cruz Traña - Barbora Votíková - Christiane Endler - Signe Bruun - Nadia Nadim - Allyson Swaby - Jordyn Huitema - Stephanie Labbé - Ashley Lawrence - Jang Li-na - Li Meng-fen | - Fatmire Alushi - Ann-Katrin Berger - Linda Bresonik - Sara Däbritz - Josephine Henning - Annike Krahn - Anja Mittag - Charlotte Voll - Andrine Hegerberg - Celin Bizet Ildhusøy - Karina Sævik - Marina Georgieva - Verónica Boquete - Jennifer Hermoso - Irene Paredes - Kosovare Asllani - Lisa Dahlkvist - Hanna Glas - Amanda Ilestedt - Caroline Seger |